# Gustav Eberty
Gustav Wilhelm Eberty (* 2. Juli 1806 in Berlin; † 23. Februar 1887 ebenda) war Jurist und Mitglied des Deutschen Reichstags.

## Leben
Eberty war evangelisch getauft. Er studierte zunächst Theologie und Philosophie in Berlin und anschließend Staatswissenschaften, Geschichte und Rechtswissenschaften in Berlin und Heidelberg. Nach seiner Promotion zum Dr. iur. war er als Assessor und Richter in Görlitz, Halle (Saale), Graudenz, Marienwerder und Wittenberg und ab 1861 als Stadtrichter in Berlin tätig. Er publizierte über das Gefängniswesen, Schiedsgerichte und wirtschaftliche und literarische Themen und war von 1842 bis 1846 Redakteur der Zeitschrift Reform.
1849 war er Mitglied der zweiten preußischen Kammer und dann erneut von 1862 bis 1867 für den Wahlkreis Merseburg 7 (Wittenberg-Torgau), und von 1867 bis 1879 für den Wahlkreis Berlin 4. Von 1874 bis 1877 vertrat er den Wahlkreis Berlin 4 für die Fortschrittspartei im Deutschen Reichstag.

## Mitgliedschaften
Gustav Eberty war Mitglied der Deutschen Morgenländischen Gesellschaft.